# Notre Dame (Band)
Notre Dame war eine schwedische Metal-Band, welche 1997 gegründet wurde und sich 2004 auflöste.

## Bandgeschichte
Tommie Helgesson alias Snowy Shaw, Schlagzeuger bei den skandinavischen Metal-Gruppen Mercyful Fate, Memento Mori und King Diamond, fand Mitte der Neunzigerjahre die Musik seiner Bands eintönig und bedauerte keinen Einfluss auf das Songwriting nehmen zu können. Nachdem er sich von ihnen gelöst und an verschiedenen Projekten, darunter zwei Tributealben, mitgewirkt hatte, hob er 1997 eine ambitionierte Band aus der Taufe: Von einer norwegischen Gothic-Band, die seinen eigenen Vorstellungen von theatralischen Metal-Inszenierungen nahekam, gelang es ihm, Jean-Pierre de Sade (natürlich ein Pseudonym) abzuwerben, jedoch nur unter der Bedingung, dass dessen Bruder Mannequin de Sade mitkommen dürfe. Da Letzterer im Gegensatz zu seinem Bruder, der sowohl Bass als auch Gitarre bedienen konnte, lediglich Schlagzeug zu spielen vermochte, verzichtete Shaw auf sein angestammtes Instrument. Mit Jean-Pierre wechselte er sich an den Saiteninstrumenten ab, wobei beide eine doppelhälsige Anfertigung mit Gitarren- wie Bassseiten spielten, was ihnen sogar das Wechseln innerhalb eines Songs ermöglichte. Der Bandlegende nach soll das Brüderpaar direkt aus Paris stammen, her gelotst vom vierten Bandmitglied Anna. Seine ehemalige Freundin, die nach Paris gezogen war, um als Tänzerin zu arbeiten, aber letztendlich nur als Stripperin Engagements erhielt, war frustriert nach Schweden zurückgekehrt und hatte die sich bietende Gelegenheit, ihr Bühnenleben selbstbestimmter fortzusetzen, am Schopfe gepackt. Shaw hatte im Sinn, mit alternierendem männlichem/weiblichem Gesang für Furore zu sorgen, wobei ihm entgangen war, dass Bands wie Theatre of Tragedy aus Norwegen dies schon erfolgreich praktizierten. Auch sie legte sich ein Pseudonym zu, passend zum Band-Image wählte sie „Vampirella“.
War Shaw also in seiner eigenen Band als Gitarrist, Bassist und Sänger tätig, so begehrte man außerhalb jener immer noch seine Schlagzeugkünste.
Während er in der Aufbauphase von Notre Dame zumindest nominell noch als festes Mitglied der schwedischen Metal-Band Illwill, mit der er ein Album aufgenommen hatte, geführt wurde, lehnte er 1999 das Angebot einer anderen schwedischen Band, Dream Evil, ab, dort die vakante Schlagzeuger-Position einzunehmen, gab aber die Zusage, als Session-Drummer an der LP-Produktion mitzuwirken. Erst 2002, als Notre Dames Karriere immer noch nicht in Schwung kam und das Label über Shaws Eigeninitiative in Sachen Promotion die Nase rümpfte, bat er um vollwertige Mitgliedschaft. Bis zu seinem Ausstieg 2006 wegen interner Spannungen und eines geplanten neuen Solo-Anlaufes hatte er vier Alben mit Dream Evil eingespielt.
Das Zustandekommen der kuriosen Abfolge der ersten Notre-Dame-Veröffentlichungen erklärte Shaw im Rock Hard: „Unser eigentliches Debüt war eine EP namens Coming Soon To A Theater Near You, die auf einem kleinen norwegischen Label erschien und als Appetizer für den ersten Longplayer Vol. I – Le Theatre Du Vampire gedacht war, der im September '99 veröffentlicht werden sollte. Leider kam der faule Hund, der für das Coverartwork zuständig war, überhaupt nicht aus dem Quark, und wenn ich mich nicht irgendwann mit 'ner Peitsche in der Hand hinter ihn und seinen Computer gesetzt hätte, wär' das Ding wohl immer noch nicht fertig. Der Veröffentlichungstermin wurde dann auf Halloween verlegt, und an diesem Tag wollten wir eine riesige Release-Party steigen lassen – mit einem Live-Konzert und den Videos, die wir gedreht haben. Dummerweise hat unser Drummer dieses ganze Vampir-Konzept etwas zu ernst genommen und beim Videoshooting Tierblut getrunken. Er landete natürlich prompt mit 'ner Blutvergiftung im Krankenhaus. Die Show mußte abgeblasen werden, und die Platte kam demzufolge auch nicht an Halloween in die Shops, sondern erschien erst im Januar 2000. Allerdings hatten wir in der Zwischenzeit die Nightmare Before Christmas-Scheibe aufgenommen, die sich thematisch um Dinge wie die Prophezeiungen des Nostradamus, den ganzen Millennium-Bullshit und die verhaßten Weihnachtstraditionen dreht. Diese Platte mußte einfach vor Weihnachten in den Läden stehen.“ Somit erschien das zuerst eingespielte Werk später als das danach eingespielte. Erneut für Irritationen sorgte dann das Abschiedsalbum Creepshow Freakshow Peepshow, da es eine Liveaufnahme eines Konzertes aus den Anfangstagen ist. Shaw begründete dies mit der Überlegung, zu welchem Zeitpunkt seine Band am harmonischsten und unverbrauchtesten gewesen sei. Harmonie-Probleme im Bandgefüge traten mit der Zeit immer häufiger auf und sie gipfelten in der nachträglichen Klage Anna Vampirellas, ihre un- und leichtbekleideten Bilder von Covern und aus Videos zu entfernen.

## Stil
Die Band beschrieb ihre Musik als „Horror Metal“ und nannte als stilistische Einflüsse u. a. die klassischen Grusel- und Horrorfilme der 20er und 30er Jahre und der britischen Hammer-Studios. Daneben waren die Kindheitserinnerungen an Alice Cooper und Kiss sowie diverse Horror-Comic-Serien stilprägend. Ebenso die skurrile Ästhetik damaliger Fernsehserien wie The Addams Family und Tales from the Crypt, die Shaw schließlich zum Freak-Spektakel- und Vaudeville-Theater-Fan werden ließen.
Während Robert Pöpperl vom Rock Hard das Konzept als „Klischee-Kacke“ abtat, verteidigten es die Redaktionskollegen Frank Albrecht und Wolf-Rüdiger Mühlmann als „bis ins letzte Detail liebevoll ausgetüftelt“ beziehungsweise als abwechslungsreich und überraschend, „denn all die Theatralik, die dick aufgetragene Dramatik, die gotische Schlagseite wirken nicht plakativ, sondern subtil und perfide“. Mühlmann bekannte indes auch, dass „songwriterische Mängel“ vorlägen.

## Diskografie
- 1999: Coming Soon to a Théatre Near You!!! (CD-EP)
- 1999: Nightmare Before Christmas (CD, LP mit anderem Artwork)
- 1999/2000 (widersprüchliche Angaben): Abattoir, Abattoir du noir ' (live) (CD-Single, Vinyl-Single)
- 2000: Vol 1: Le theatre du vampire (CD, DoLP  mit 2 Bonustracks, leerer vierter Seite und anderem Artwork)
- 2001: Thrillogy (VHS, später DVD)
- 2002: The 2nd Coming to a Theatre Near You (remasterte CD-EP mit Bonustracks)
- 2004: Demi Monde Bizarros (CD)
- 2005: Creepshow Freakshow Peepshow (live) (CD)